# Vòng cổ xoắn Leefrith

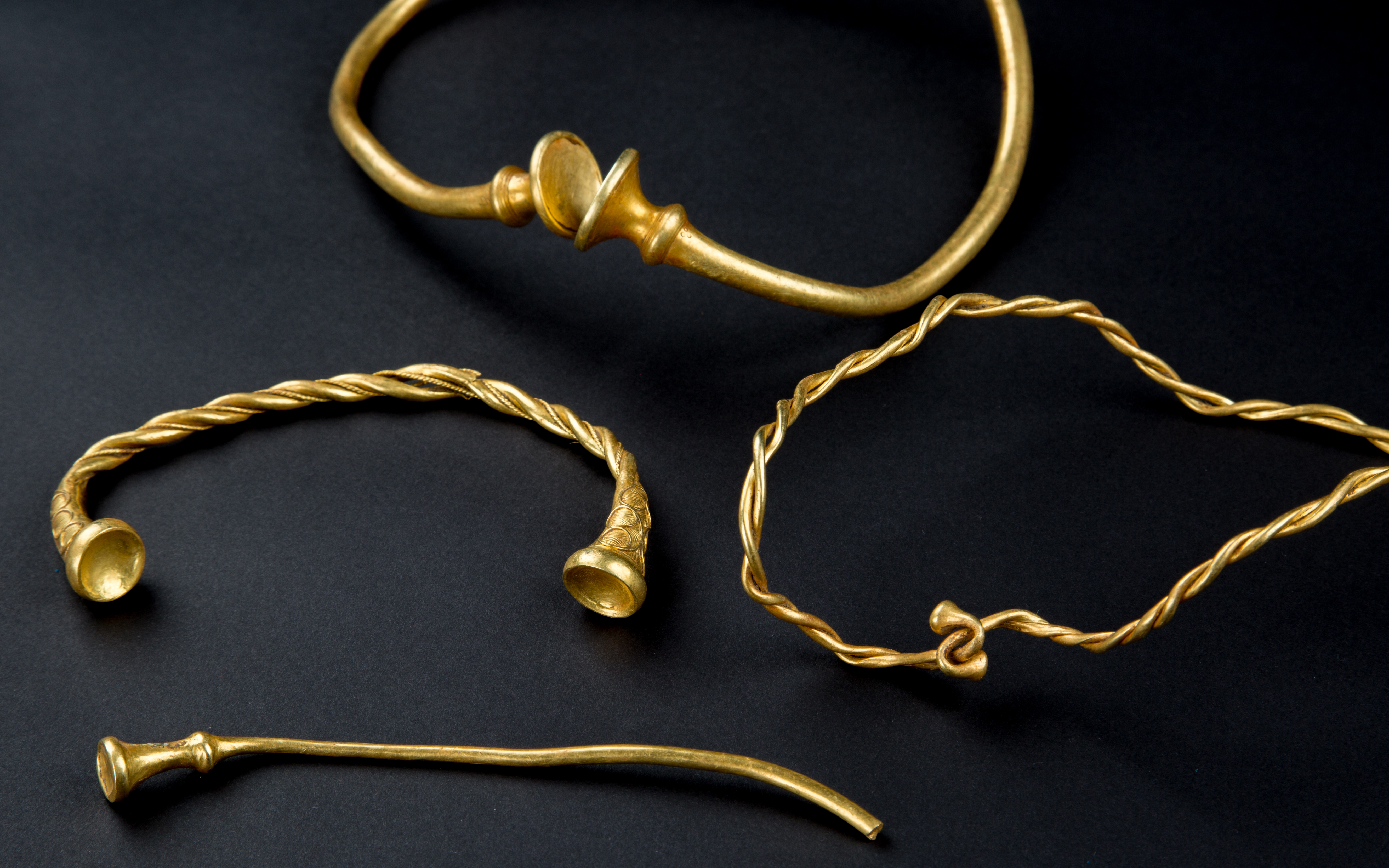

Vòng cổ xoắn Leekrith được tìm thấy ở Leekfrith. Mark Hambleton và Joe Kania tìm thấy bộ trang sức vàng mang tên Vòng cổ xoắn thời đồ sắt Leekfrith trên một cánh đồng đầy bùn đất ở Staffordshire vào tháng 12 năm 2016. Bộ trang sức bao gồm ba chiếc vòng cổ và một chiếc vòng tay làm từ vàng 18 carat gần như nguyên khối.

## Tìm kiếm
Các vòng cổ xoắn đã được tìm thấy cách riêng biệt, nhưng ở gần nhau, gần bề mặt của cánh đồng, nơi chúng đã được tìm thấy bằng máy dò kim loại, với sự cho phép của chủ đất. Các máy dò kim loại báo cho một quan chức Portable Antiquities Scheme tại Bảo tàng Birmingham và Phòng triển lãm Nghệ thuật vào ngày hôm sau.

## Vòng cổ xoắn
Các nhà khảo cổ sau đó khảo sát các địa điểm, nhưng không tìm thấy các mặt hàng khác. Hàm lượng vàng trong vòng cổ đạt ít nhất 80%, mỗi chiếc vòng nặng từ 31 đến 230 g.